# Ronald Mulder
Ronald Matthias Mulder (Zwolle, 27 de febrero de 1986) es un deportista neerlandés que compitió en patinaje de velocidad sobre hielo. Su hermano gemelo Michel también compitió en patinaje de velocidad.
Participó en tres Juegos Olímpicos de Invierno, entre los años 2010 y 2018, obteniendo una medalla de bronce en Sochi 2014, en la prueba de 500 m.
Ganó una medalla de oro en el Campeonato Mundial de Patinaje de Velocidad sobre Hielo en Distancia Individual de 2019 y una medalla de oro en el Campeonato Europeo de Patinaje de Velocidad sobre Hielo en Distancia Individual de 2018.

## Palmarés internacional
| Juegos Olímpicos                           | Juegos Olímpicos  | Juegos Olímpicos  | Juegos Olímpicos      |
| Año                                        | Lugar             | Medalla           | Prueba                |
| ------------------------------------------ | ----------------- | ----------------- | --------------------- |
| 2014                                       | Sochi (Rusia)     | Medalla de bronce | 500 m                 |
| Campeonato Mundial en Distancia Individual |                   |                   |                       |
| Año                                        | Lugar             | Medalla           | Prueba                |
| 2019                                       | Inzell (Alemania) | Medalla de oro    | Velocidad por equipos |
| Campeonato Europeo en Distancia Individual |                   |                   |                       |
| Año                                        | Lugar             | Medalla           | Prueba                |
| 2018                                       | Kolomna (Rusia)   | Medalla de oro    | 500 m                 |